# Lembengan
Lembengan is een bestuurslaag in het regentschap Jember van de provincie Oost-Java, Indonesië. Lembengan telt 8191 inwoners (volkstelling 2010).